# Ayuntamiento de Ferrol
El Ayuntamiento de Ferrol (en gallego: Concello de Ferrol) es la institución que se encarga de gobernar la ciudad de Ferrol, España. Está presidido por el alcalde de Ferrol que, desde 1979, es elegido democráticamente por sufragio universal. Desde junio de 2023 ejerce de alcalde-presidente del municipio José Manuel Rey Varela del Partido Popular de Galicia.

## Palacio municipal
El actual palacio municipal fue inaugurado el 14 de septiembre de 1953, siendo alcalde José Manuel Alcántara Rocafort y está ubicado en la plaza de Armas. Su construcción conllevó el traslado desde el anterior edificio, ubicado en el Cantón de Molins, que posteriormente fue derribado.
A lo largo de la historia, el Ayuntamiento ferrolano se reunió en diferentes ubicaciones, entre ellas, el actual edificio que alberga la sede de Afundación, situado en la plaza de la Constitución.

## Alcaldes
| Periodo   | Nombre                                                          | Partido                                                                            |
| --------- | --------------------------------------------------------------- | ---------------------------------------------------------------------------------- |
| 1979-1983 | Jaime Quintanilla Ulla                                          | Partido dos Socialistas de Galicia (PSdeG-PSOE)                                    |
| 1983-1987 | Jaime Quintanilla Ulla                                          | Partido dos Socialistas de Galicia (PSdeG-PSOE)                                    |
| 1987-1991 | Alfonso Couce Doce (1987-1989) Manuel Couce Pereiro (1989-1991) | Alianza Popular (AP) Partido dos Socialistas de Galicia (PSdeG-PSOE)               |
| 1991-1995 | Mario Villaamil Pérez (1991) Manuel Couce Pereiro (1991-1995)   | Partido Popular de Galicia (PPdeG) Partido dos Socialistas de Galicia (PSdeG-PSOE) |
| 1995-1999 | Juan Blanco Rouco                                               | Partido Popular de Galicia (PPdeG)                                                 |
| 1999-2003 | Xaime Bello Costa                                               | Bloque Nacionalista Galego (BNG)                                                   |
| 2003-2007 | Juan Manuel Juncal Rodríguez                                    | Partido Popular de Galicia (PPdeG)                                                 |
| 2007-2011 | Vicente Luis Irisarri Castro                                    | Partido dos Socialistas de Galicia (PSdeG-PSOE)                                    |
| 2011-2015 | José Manuel Rey Varela                                          | Partido Popular de Galicia (PPdeG)                                                 |
| 2015-2019 | Jorge Suárez Fernández                                          | Ferrol en Común (FeC)                                                              |
| 2019-2023 | Ángel Mato Escalona                                             | Partido dos Socialistas de Galicia (PSdeG-PSOE)                                    |
| 2023-act. | José Manuel Rey Varela                                          | Partido Popular de Galicia (PPdeG)                                                 |

## Acuerdos de investidura o coaliciones de gobierno
| Mandato   | Partidos implicados | Concejales |
| --------- | --- | ---------- |
| 1979–1983 | PSdeG-PSOE + PCG + UG | 13/25      |
| 1983–1987 | PSdeG-PSOE + PCG | 15/25      |
| 1987–1991 | Gobierno de AP, con Alfonso Couce Doce, 89 días en el cargo. Sustituido por su primo, Manuel Couce Pereiro, en moción de censura del PSdeG-PSOE, EU-IU, un concejal de CDS y otro concejal tránsfuga en 1989 | 13/25      |
| 1991–1995 | Gobierno de 89 días del PPdeG, con Mario Villaamil Pérez. Substituido por Manuel Couce Pereiro en moción de censura del PSdeG-PSOE + EU-IU                                                                   | 13/25      |
| 1995–1999 | Gobierno en minoría del PPdeG. Pacto de PPdeG + IF de julio de 1996 a octubre de 1998 | 13/25      |
| 1999–2003 | BNG + PSdeG-PSOE | 13/25      |
| 2003–2007 | PPdeG + IF | 13/25      |
| 2007–2011 | PSdeG-PSOE + EU-IU hasta octubre de 2008 | 13/25      |
| 2011–2015 | Primer gobierno con mayoría absoluta, del PPdeG | 12/25      |
| 2015–2019 | Gobierno de Ferrol en Común + PSdeG-PSOE, con apoyo del BNG | 13/25      |
| 2019–2023 | Gobierno del PSdeG-PSOE en minoría, con el apoyo de Ferrol en Común y BNG | 14/25      |
| 2023–act. | Gobierno del PPdeG con mayoría absoluta | 13/25      |

## Resultados electorales
| Partido político                                | 2023  | 2023   | 2023       | 2019  | 2019   | 2019       | 2015  | 2015   | 2015       | 2011  | 2011   | 2011       | 2007  | 2007   | 2007       |
| Partido político                                | %     | Votos  | Concejales | %     | Votos  | Concejales | %     | Votos  | Concejales | %     | Votos  | Concejales | %     | Votos  | Concejales |
| Partido Popular de Galicia (PPdeG)              | 45,29 | 13 676 | 13         | 41,35 | 14 142 | 12         | 36,10 | 11 730 | 11         | 43,74 | 14 974 | 13         | 25,63 | 9400   | 7          |
| Partido dos Socialistas de Galicia (PSdeG-PSOE) | 29,48 | 8267   | 7          | 29,48 | 10 083 | 8          | 18,33 | 5955   | 5          | 24,13 | 8262   | 7          | 32,29 | 11 842 | 9          |
| Bloque Nacionalista Galego (BNG)                | 10,68 | 3226   | 3          | 7,38  | 2523   | 2          | 7,48  | 2432   | 2          | 8,49  | 2906   | 2          | 8,78  | 3219   | 2          |
| Ferrol en Común (FeC)-Esquerda Unida (EU)       | 9,62  | 2906   | 2          | 10,71 | 3663   | 3          | 21,98 | 7142   | 6          | 9,23  | 3160   | 2          | 14,19 | 5203   | 4          |
| Cidadáns (Cs)                                   | —     | —      | —          | 3,68  | 1258   | 0          | 5,65  | 1837   | 1          | —     | —      | —          | —     | —      | —          |
| Independientes por Ferrol (IF)                  | —     | —      | —          | —     | —      | —          | —     | —      | —          | 5,28  | 1806   | 1          | 12,82 | 4703   | 3          |

## Evolución de la deuda viva municipal
El concepto de deuda viva contempla sólo las deudas con cajas y bancos relativas a créditos financieros, valores de renta fija y préstamos o créditos transferidos a terceros, excluyéndose, por tanto, la deuda comercial.
| Gráfica de evolución de la deuda viva del Ayuntamiento entre 2008 y 2023             |
|                                                                                      |
| Deuda viva del Ayuntamiento en miles de euros según datos del Ministerio de Hacienda |